# Chris Porter (cestista)
Christopher Bernard Porter, detto Chris (Abbeville, 9 maggio 1978), è un ex cestista statunitense.

## Carriera
È stato selezionato dai Golden State Warriors al secondo giro del Draft NBA 2000 (55ª scelta assoluta).

## Palmarès
- NCAA AP All-America Second Team (1999)
- Campione USBL (2002)
- 2 volte campione CBA (2002, 2004)
- Campione NBDL (2014)